# 용광로 (영화)
용광로는 민정식 감독의 1950년 조선 영화이다. 각본은 김영근이 썼다. 조선로동당 영화제작소에서 제작했다.
이 영화는 6.25 전쟁 중에 개봉되었다.

## 줄거리
용광로의 노동자 룡수는 수입에 의존하지 않고 자체 기술로 내화 벽돌을 개발하는 방법을 제안하지만, 공장 기술자들은 룡수의 제안을 무시한다. 룡수와 그의 조수 혜영은 내화 벽돌 연구에 밤낮으로 매달린다. 이는 그들의 관계를 질투하는 룡수의 룡연을 불쾌하게 만든다. 룡수는 룡연에게 오해를 풀기 위해 편지를 보내지만, 그녀가 글을 읽지 못하여 오해가 풀리지 않는다. 룡연은 한글을 공부한다. 룡수의 연구는 스파이들에 의해 위기에 처하고, 룡연이 나타나 위기에서 구해준다.

## 평가
이 영화는 북한 영화에서 두 번째로 제작 및 개봉된 장편 영화이다. 문예봉을 비롯한 한국 영화의 많은 유명 스타들이 이 영화에 출연했다.

## 같이 보기
- 조선 영화
- 조선민주주의인민공화국의 영화 목록